# NGC 66
NGC 66 je spirální galaxie nacházející se v souhvězdí Velryby. Objevil ji Frank Muller v roce 1886 refraktorem o průměru 26 palců (66 cm). Její hvězdná velikost je 13,4.